# Sphacelodes fusilineata
Sphacelodes fusilineata là một loài bướm đêm trong họ Geometridae.